# Drago Ribaš
Drago Ribaš, slovenski policist, pravnik in veteran vojne za Slovenijo, * 5. december 1960, Murska Sobota.
Ribaš je direktor Policijske uprave Murska Sobota od 15. januarja 2007.

## Življenjepis
Leta 1979 je končal miličniško kadetsko šolo in bil dodeljen oddelku milice Maribor Tezno. Naslednje leto je bil premeščen v vod za posebne naloge Zaščitne enote milice v Ljubljano, nakar je bil premeščen v Cankovo in nato v Mursko Soboto. Leta 1986 je postal pomočnik komandirja, leta 1987 pa komandir oddelka milice v Cankovu. Nato se je spet vrnil na postajo milice v Mursko Soboto; sprva kot pomočnik komandirja, od leta 1988 pa kot namesnik komandirja. Tik pred osamosvojitvijo Slovenije je leta 1990 postal komandir Postaje mejne milice Hodoš, nato pa je naslednje leto postal komandir Postaje mejne policije Gederovci; tu je bil tudi ob izbruhu vojne za slovenijo. V sklopu Policijske uprave Murska Sobota je pozneje napredoval v: inšpektor inšpektorata uniformirane policije (1994), načelnik Operativno komunikacijskega centra (1999), vodja sektorja kriminalistične policije (1999) in direktor uprave (2007).